# Europacupen i ishockey 1994/1995
Europacupen i ishockey 1994/1995 inleddes den 16 september 1994, och avslutades den 30 december samma år. Turneringen vanns av finländska Jokerit, som besegrade ryska Lada Toljatti i finalspelet.

## Inledande omgång
Zagreb, Kroatien
| Lag 1       | Resultat | Lag 2             |
| ----------- | -------- | ----------------- |
| KHL Zagreb  | 26-1     | Ankara Büyükşehir |
| SC Energija | 34-0     | Ankara Büyükşehir |
| KHL Zagreb  | 1-2      | SC Energija       |

### Standings
| Placering | Lag               | Poäng |
| 1         | SC Energija       | 4     |
| 2         | KHL Zagreb        | 2     |
| 3         | Ankara Büyükşehir | 0     |

## Första gruppspelsomgången

### Grupp A
Tilburg, Nederländerna
| Lag 1                   | Resultat | Lag 2                   |
| ----------------------- | -------- | ----------------------- |
| Cardiff Devils          | 6-2      | Sokil Kyiv              |
| Tilburg Trappers        | 2-6      | Torpedo Ust-Kamenogorsk |
| Torpedo Ust-Kamenogorsk | 5-3      | Sokil Kyiv              |
| Tilburg Trappers        | 7-4      | Cardiff Devils          |
| Tilburg Trappers        | 3-8      | Sokil Kyiv              |
| Cardiff Devils          | 4-3      | Torpedo Ust-Kamenogorsk |

### Grupp A, slutställning
| Placering | Lag                     | Poäng |
| 1         | Cardiff Devils          | 4     |
| 2         | Torpedo Ust-Kamenogorsk | 4     |
| 3         | Sokil Kyiv              | 2     |
| 4         | Tilburg Trappers        | 2     |

### Grupp B
Budapest, Ungern
| Lag 1               | Resultat | Lag 2               |
| ------------------- | -------- | ------------------- |
| HK Acroni Jesenice  | 5-3      | Herning IK          |
| Ferencvárosi TC     | 3-4      | HC Steaua Bucureşti |
| Ferencvárosi TC     | 2-7      | Herning IK          |
| HK Acroni Jesenice  | 6-1      | HC Steaua Bucureşti |
| HC Steaua Bucureşti | 1-0      | Herning IK          |
| Ferencvárosi TC     | 3-6      | HK Acroni Jesenice  |

### Grupp B, slutställning
| Placering | Lag                 | Poäng |
| 1         | HK Acroni Jesenice  | 6     |
| 2         | HC Steaua Bucureşti | 4     |
| 3         | Herning IK          | 2     |
| 4         | Ferencvárosi TC     | 0     |

### Grupp C
Riga, Lettland
| Lag 1           | Resultat | Lag 2           |
| --------------- | -------- | --------------- |
| Rouen HC        | 12-1     | Narva Kreenholm |
| Pārdaugava Rīga | 7-0      | SC Energija     |
| Rouen HC        | 6-1      | SC Energija     |
| Pārdaugava Rīga | 5-2      | Narva Kreenholm |
| Narva Kreenholm | 3-2      | SC Energija     |
| Pārdaugava Rīga | 1-2      | Rouen HC        |

### Grupp C, slutställning
| Placering | Lag             | Poäng |
| 1         | Rouen HC        | 6     |
| 2         | Pārdaugava Rīga | 4     |
| 3         | Narva Kreenholm | 2     |
| 4         | SC Energija     | 0     |

### Grupp D
Nowy Targ, Polen
| Lag 1             | Resultat | Lag 2            |
| ----------------- | -------- | ---------------- |
| HC Dukla Trenčín  | 9-0      | KHL Zagreb       |
| Podhale Nowy Targ | 18-1     | Slavia Sofia     |
| HC Dukla Trenčín  | 31-0     | Slavia Sofia     |
| Podhale Nowy Targ | 12-2     | KHL Zagreb       |
| KHL Zagreb        | 5-2      | Slavia Sofia     |
| Podhale Nowy Targ | 4-7      | HC Dukla Trenčín |

### Grupp D, slutställning
| Placering | Lag               | Poäng |
| 1         | HC Dukla Trenčín  | 6     |
| 2         | Podhale Nowy Targ | 4     |
| 3         | KHL Zagreb        | 2     |
| 4         | Slavia Sofia      | 0     |

### Grupp E
Feldkirch, Vorarlberg, Österrike
| Lag 1          | Resultat | Lag 2          |
| -------------- | -------- | -------------- |
| EHC Kloten     | 19-3     | CH Jaca        |
| VEU Feldkirch  | 4-2      | Lillehammer IK |
| VEU Feldkirch  | 17-2     | CH Jaca        |
| EHC Kloten     | 3-2      | Lillehammer IK |
| Lillehammer IK | 15-3     | CH Jaca        |
| VEU Feldkirch  | 2-2      | EHC Kloten     |

### Grupp E, slutställning
| Placering | Lag            | Poäng |
| 1         | EHC Kloten     | 5     |
| 2         | VEU Feldkirch  | 5     |
| 3         | Lillehammer IK | 2     |
| 4         | CH Jaca        | 0     |

 HC Olomouc,
 HC Devils Milano,
 Tivali Minsk,
 EC Hedos München,
 Lada Toljatti,  Malmö IF  : vidare direkt

## Andra gruppspelsomgången

### Grupp F
Olomouc, Tjeckien
| Lag 1                   | Resultat | Lag 2                   |
| ----------------------- | -------- | ----------------------- |
| Lada Toljatti           | 9-1      | Torpedo Ust-Kamenogorsk |
| HC Olomouc              | 9-0      | HC Steaua Bucureşti     |
| Lada Toljatti           | 13-1     | HC Steaua Bucureşti     |
| HC Olomouc              | 7-4      | Torpedo Ust-Kamenogorsk |
| Torpedo Ust-Kamenogorsk | 6-4      | HC Steaua Bucureşti     |
| HC Olomouc              | 4-4      | Lada Toljatti           |

### Grupp F, slutställning
| Placering | Lag                     | Poäng |
| 1         | Lada Toljatti           | 5     |
| 2         | HC Olomouc              | 5     |
| 3         | Torpedo Ust-Kamenogorsk | 2     |
| 4         | HC Steaua Bucureşti     | 0     |

### Grupp G
München, Bayern, Tyskland
| Lag 1            | Resultat | Lag 2            |
| ---------------- | -------- | ---------------- |
| EHC Kloten       | 3-2      | HC Devils Milano |
| EC Hedos München | 5-3      | Pārdaugava Rīga  |
| EC Hedos München | 4-3      | HC Devils Milano |
| EHC Kloten       | 10-1     | Pārdaugava Rīga  |
| EC Hedos München | 4-2      | EHC Kloten       |
| Pārdaugava Rīga  | 5-3      | HC Devils Milano |

### Grupp G, slutställning
| Placering | Lag                | Poäng |
| 1         | EC Hedos München * | 6     |
| 2         | EHC Kloten *       | 4     |
| 3         | Pārdaugava Rīga    | 2     |
| 4         | HC Devils Milano   | 0     |

### Grupp H
Minsk, Vitryssland
| Lag 1            | Resultat | Lag 2            |
| ---------------- | -------- | ---------------- |
| HC Dukla Trenčín | 13-2     | Cardiff Devils   |
| Tivali Minsk     | 5-2      | VEU Feldkirch    |
| HC Dukla Trenčín | 4-1      | VEU Feldkirch    |
| Tivali Minsk     | 14-0     | Cardiff Devils   |
| VEU Feldkirch    | 13-1     | Cardiff Devils   |
| Tivali Minsk     | 1-1      | HC Dukla Trenčín |

### Grupp H, slutställning
| Placering | Lag              | Poäng |
| 1         | Tivali Minsk     | 5     |
| 2         | HC Dukla Trenčín | 5     |
| 3         | VEU Feldkirch    | 2     |
| 4         | Cardiff Devils   | 0     |

### Grupp J
Kristianstad, Sverige
| Lag 1              | Resultat | Lag 2              |
| ------------------ | -------- | ------------------ |
| Malmö IF           | 8-2      | HK Acroni Jesenice |
| Rouen HC           | 5-0      | Podhale Nowy Targ  |
| Malmö IF           | 9-2      | Podhale Nowy Targ  |
| Rouen HC           | 13-0     | HK Acroni Jesenice |
| HK Acroni Jesenice | 7-5      | Podhale Nowy Targ  |
| Malmö IF           | 4-1      | Rouen HC           |

### Grupp J, slutställning
| Placering | Lag                | Poäng |
| 1         | Malmö IF           | 6     |
| 2         | Rouen HC           | 4     |
| 3         | HK Acroni Jesenice | 2     |
| 4         | Podhale Nowy Targ  | 0     |

 TPS,
 Jokerit  : vidare direkt

## Finalomgång
Åbo, Finland

### Grupp A
| Lag 1         | Resultat | Lag 2            |
| ------------- | -------- | ---------------- |
| Malmö IF      | 4-2      | HC Dukla Trenčín |
| TPS           | 3-3      | Lada Toljatti    |
| Lada Toljatti | 3-1      | Malmö IF         |
| TPS           | 5-0      | HC Dukla Trenčín |
| Lada Toljatti | 9-2      | HC Dukla Trenčín |
| TPS           | 4-1      | Malmö IF         |

### Grupp A, slutställning
| Placering | Lag              | Poäng |
| 1         | Lada Toljatti    | 5     |
| 2         | TPS              | 5     |
| 3         | Malmö IF         | 2     |
| 4         | HC Dukla Trenčín | 0     |

### Grupp B
| Lag 1           | Resultat | Lag 2           |
| --------------- | -------- | --------------- |
| Jokerit         | 6-1      | HC Olomouc      |
| Tivali Minsk    | 4-3      | Pārdaugava Rīga |
| Pārdaugava Rīga | 2-1      | HC Olomouc      |
| Jokerit         | 3-1      | Tivali Minsk    |
| HC Olomouc      | 3-1      | Tivali Minsk    |
| Jokerit         | 9-4      | Pārdaugava Rīga |

### Grupp B, slutställning
| Placering | Lag             | Poäng |
| 1         | Jokerit         | 6     |
| 2         | HC Olomouc      | 2     |
| 3         | Pārdaugava Rīga | 2     |
| 4         | Tivali Minsk    | 2     |

### Match om tredje pris
| Lag 1 | Resultat | Lag 2      |
| ----- | -------- | ---------- |
| TPS   | 8-1      | HC Olomouc |

### Final
| Lag 1   | Resultat | Lag 2         |
| ------- | -------- | ------------- |
| Jokerit | 4-2      | Lada Toljatti |